# Martin O’Donnell
Martin O’Donnell (* 4. Juni 1986) ist ein englischer Snookerspieler aus Harrow in London. 2012 wurde er erstmals Profi und spielt seitdem mit Unterbrechungen auf der World Snooker Tour.

## Karriere

### Qualifikation für die Profitour
2005 nahm Martin O’Donnell erstmals an der damals noch für Amateure offenen Vorqualifikation für die Snookerweltmeisterschaft teil und gewann immerhin sein erstes Match. Um den Sprung zu den Profis auf die Main Tour zu schaffen, nahm er danach zwischen 2005 und 2010 an allen fünf Spielzeiten der Pontin’s International Open Series teil. Sein bestes Ergebnis bei einem Einzelturnier erzielte er beim siebten Turnier der letzten PIOS-Saison 2009/10. Er scheiterte erst im Halbfinale gegen Justin Astley. In derselben Saison erzielte er mit dem 25. Platz der Gesamtrangliste auch sein bestes Saisonergebnis.
In der Saison 2010/11 löste die Q School die PIOS-Serie als Qualifikationsturnierserie für Amateure ab: O’Donnell scheiterte 2011 zweimal im Viertelfinale am späteren Q-School-Sieger David Gilbert und einmal erst im Finale gegen Kurt Maflin. Auch in den Turnieren der Players-Tour-Championship-Spielzeiten 2010/11 und 2011/12 versuchte sich O’Donnell bereits mit den Profispielern der Main Tour zu messen. Zwar konnte er Spieler wie Shaun Murphy oder Tom Ford bezwingen, er kam jedoch nie über die Runde der Letzten 64 hinaus. Mit dem Gewinn des Snookerbacker Classic im Februar 2012 wurde ihm die Startgebühr der Q-School-Serie 2012 gesponsert. Gleich im ersten Turnier gewann er seine Gruppe und erhielt somit ein 2-Jahres-Tourticket für die Saison 2012/13 und 2013/14.

### Erste Profijahre
Seine Profikarriere begann der Engländer gleich mit einem Sieg gegen David Grace in der Qualifikation zum Wuxi Classic. Denselben Gegner bezwang er anschließend auch bei den Australian Open und erreichte Runde 3. Danach folgten aber erst einmal zahlreiche Auftaktniederlagen, bevor er bei den Scottish Open mit dem Erreichen des Viertelfinals seinen größten PTC-Erfolg hatte. Dazu kamen einige Auftaktsiege auch bei größeren Turnieren wie der International Championship und den World Open und er stand nach einem Jahr auf Platz 86 der Snookerweltrangliste. In der folgenden Spielzeit erreichte er bei den Rotterdam Open 2013 das Achtelfinale und die dritte Runde in Fürth und Gdynia. Außerhalb der Players Tour Championship war sein größter Erfolg die Qualifikation für die China Open. In Peking profitierte er von der Absage von Stuart Bingham und kampflos zog er erstmals in die Runde der letzten 32 bei einem vollwertigen Weltranglistenturnier ein. Außerdem erreichte er die dritte Qualifikationsrunde des Shanghai Masters nach einem Sieg über Nigel Bond. Bei der Weltmeisterschaft gewann er sein erstes Match gegen einen Amateur mit 10:1. Trotz der Erfolge kam er aber nicht über Platz 92 der Weltrangliste hinaus und er verlor seinen Profistatus wieder. Auch der Versuch der direkten Wiederqualifikation über die Q School misslang.
In der folgenden Saison nahm er regelmäßig an der Players Tour Championship teil. Dreimal qualifizierte er sich für das jeweilige Hauptturnier und bei den Riga Open 2014 gelang ihm auch ein Sieg gegen den Profi Alfie Burden. Durch die Ergebnisse war er anschließend bei den EBSA Amateur Play Offs startberechtigt und mit Siegen über Paul Davison und Jamie Clarke erspielte er sich eine erneute zweijährige Startberechtigung für die Main Tour.
In die Saison 2015/16 startete er mit einzelnen Auftakterfolgen bei fünf Weltranglistenturnieren. Viermal erreichte er bei PTC-Turnieren Runde 3. Seinen größten Erfolg bis dahin erreichte er aber bei den China Open, wo er durch Qualifikation und Wildcard-Runde kam und dann mit Siegen über Joe Swail und Matthew Selt bis ins Achtelfinale kam. Damit stieg er bis zum Saisonende auf Platz 77 der Weltrangliste. Mit Runde 3 beim Riga Masters startete er danach erfolgreich in die nächste Saison. Außer zwei Siegen in der Qualifikation zum Shanghai Masters verliefen die Turniere aber eher enttäuschend und endeten meist in Erstrundenniederlagen. Erst bei den China Open erreichte er zum zweiten Mal die letzten 32, nachdem er Jimmy Robertson mit 5:0 besiegt hatte. Bei der abschließenden Weltmeisterschaft hatte er Mühe, den Nachwuchsamateur Jackson Page mit 10:9 zu besiegen, bevor er gegen Hammad Miah verlor. Damit verpasste er es, seine gute Ausgangsposition für den Sprung unter die Top 64 zu nutzen, nachdem er zwischenzeitlich schon Platz 66 erreicht hatte. Damit fiel er zum zweiten Mal aus der Main Tour heraus.

### Kampf um den Profistatus
Erneut musste O’Donnell in die Q School und beim ersten Turnier kam er erneut ins Finale seiner Gruppe. Dort unterlag er aber Lukas Kleckers mit 1:4. Im zweiten Turnier scheiterte er bereits in Runde 3 an Ashley Carty, trotzdem reichte es gerade so, um als vierter Spieler der Order of Merit doch noch seinen Profistatus für zwei weitere Jahre zurückzubekommen. Nun konnte O’Donnell seine Form kontinuierlich steigern. Bereits in der Saison 2017/18 erreichte er das Achtelfinale der International Championship und das Halbfinale des Snooker Shoot-Outs, doch verbesserte er sich in der nächsten Spielzeit nochmals und zog bei gleich drei Ranglistenturnieren – darunter die UK Championship – ins Viertelfinale ein. Auch wenn er am Saisonende die Qualifikation für die Hauptrunde der Weltmeisterschaft knapp verfehlte, beendete er die Saison auf Platz 42 der Weltrangliste, was locker für seine erste direkte Qualifikation für die nächste Saison ausreichte.
Nach 2019 gelang es O’Donnell, auch ohne herausragende Ergebnisse insgesamt so solide zu spielen, dass er sich stets relativ ungefährdet in den Top 64 der Weltrangliste halten konnte. Wenn überhaupt, so gelangen ihm bei den Turnieren der Championship League überdurchschnittliche Ergebnisse; zudem erreichte er beim Snooker Shoot-Out 2021 das Viertelfinale. Erst eine Reihe früher Niederlagen während der Saison 2021/22 brachte O’Donnell vor Saisonende in schwieriges Fahrwasser. Tatsächlich verlor er das entscheidende Auftaktspiel in der WM-Qualifikation und rutschte mit der letzten Änderung der Weltrangliste noch knapp aus den Top 64 heraus. Das bedeutete, dass er im Sommer 2022 erneut den Profistatus abgeben musste. Bei der anschließenden Q School kam er kaum in Fahrt, sodass er die Saison 2022/23 wieder als Amateur verbringen musste. Als solcher konnte er gleich zwei von sechs Events der WPBSA Q Tour 2022/23 gewinnen und kehrte so als bester Spieler der Q-Tour-Saison zur Saison 2023/24 wieder auf die Profitour zurück.
Dort erreichte er kurz nach Saisonstart bereits das Viertelfinale der English Open mit Siegen über Mark Selby und Stephen Maguire. Er verlor gegen John Higgins, den er anschließend aber beim Wuhan Open schlug. Es war eines von drei Turnieren, bei denen er Runde 3 erreichte. Noch besser lief es nur bei den Home-Nations-Turnieren. Bei den Scottish Open erreichte er das Achtelfinale, wobei er den amtierenden Weltmeister Luca Brecel schlug. Bei den Welsh Open 2024 besiegte er ihn erneut und schaffte zum ersten Mal in seiner Karriere bei einem Turnier den Durchmarsch bis ins Finale. Seinen ersten Sieg verhinderte Gary Wilson, dem er mit 4:9 unterlag. Diese Ergebnisse verschafften ihm bereits nach einem Jahr einen Platz unter den Top 64 der Zwei-Jahres-Rangliste. Das nächste Spieljahr begann er mit dem Einzug in die Finalrunde der Championship League. Beim zweitgrößten Turnier, dem Saudi Arabia Masters, erreichte er Runde 3. Zwar gab es danach auch einige Erstrundenniederlagen, aber gerade bei den größeren Turnieren fuhr er Siege ein und arbeitete sich Schritt für Schritt nach oben. Höhepunkte der Saison waren das Achtelfinale bei den Northern Ireland Open und das Viertelfinale beim Sonderformat Shoot-Out. 2025 hatte er zum Saisonende bereits wieder Platz 43 erreicht.
O’Donnell ist für seinen langsamen Spielstil bekannt.